# Deep Dish
Deep Dish er en house-producerduo fra USA.

## Diskografi
- Junk science (1998)

| Musikgruppe | Spire Denne artikel om en amerikansk musikgruppe er en spire som bør udbygges. Du er velkommen til at hjælpe Wikipedia ved at udvide den. |